# Herman’s Hermits
Herman’s Hermits ist eine 1964 in Manchester gegründete britische Beatband. Die fünfköpfige Gruppe um den Sänger Peter Noone feierte in den 1960er Jahren als Teil der British Invasion weltweite Erfolge. Zu ihren bekanntesten Titeln zählen No Milk Today, I’m into Something Good, Mrs. Brown, You’ve Got a Lovely Daughter und There’s a Kind of Hush.

## Geschichte
Das Gerüst der Musiker stammte mit Peter Noone, Keith Hopwood und Karl Green aus ehemaligen Mitgliedern der Heartbeats, einer 1963 gegründeten Coverband. Ergänzt wurde die Gruppe durch Derek Leckenby und Barry Whitwam, die vorher bei den Helions und Wailers gespielt hatten. Der Name der Band ist ein simples Wortspiel, eine (erweiterte) Alliteration aus dem männlichen Vornamen Herman und dem Wort hermit (englisch Eremit, Einsiedler).

Herman’s Hermits, 1965

Die Gruppe gehörte zu den britischen Bands, die mit der British Invasion, ausgelöst 1964 durch die Beatles, in den USA überaus erfolgreich waren.
Die Formation hatte sich bereits in der Umgebung von Manchester einen Namen gemacht, als der Produzent Mickie Most auf sie aufmerksam wurde und ihnen einen Plattenvertrag gab. 1964 nahmen sie als erstes den Song I’m into Something Good auf, der im Original von Earl-Jean stammte. Das Lied wurde in England ein Nummer-eins-Hit und erreichte in den USA Platz 13. Bis zur offiziellen Auflösung Ende 1970 folgten über 20 weitere Hits. 1965 verkaufte die Gruppe weltweit mehr Singles als die Beatles. Ihr Album The Best of Herman’s Hermits Vol. 1 hielt sich 105 Wochen in den US-Charts. Ihr größter Hit in Deutschland, No Milk Today, erreichte 1966 Platz zwei der Charts und hielt sich drei Monate unter den Top 10.
Herman’s Hermits drehten (ähnlich wie andere beliebte Gruppen ihrer Zeit) auch Kinofilme, in denen sie als Band die Hauptrolle übernahmen. Diese Filme sind When the Boys Meet the Girls (1965), Hold On! (1966) und Mrs. Brown, You’ve Got a Lovely Daughter (1968). In den USA kamen Herman’s Hermits auch mit dem in dem Film Hold On! unter Arthur Lubins Regie gesungenen Song A Must to Avoid (1966) sowie mit Listen People aus When the Boys Meet the Girls (1965) in die Charts. Im Jahr 1968 erschien mit Mrs. Brown, You’ve Got a Lovely Daughter ihr letzter Kinofilm, in dem Herman’s Hermits als fiktionalisierte Version ihrer Band mit ihrem neuen Hund an Hunderennen teilnahmen.

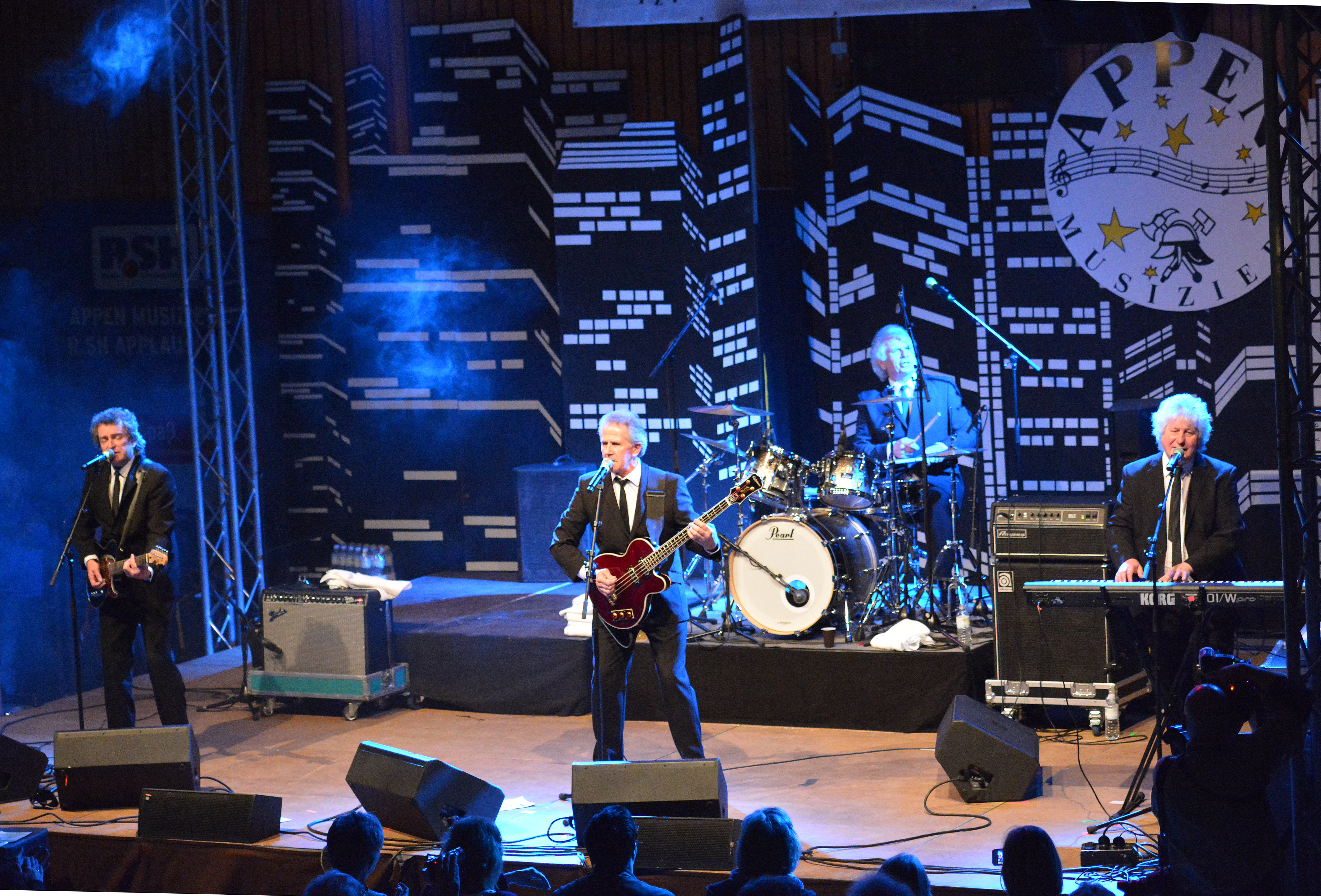
Herman’s Hermits beim Appen musiziert, 2014

Peter Noone trennte sich Ende 1970 von der Band. Seiner angestrebten Solokarriere war jedoch kein Erfolg beschieden, einzig die erste Single Oh You Pretty Thing konnte sich kurz in den UK-Charts platzieren (Platz 12). In der Folge betätigte er sich ab 1973 als Schauspieler in diversen TV-Serien und als Fernsehmoderator. Im Jahr 1980 veröffentlichte er mit der von ihm gegründeten Band The Tremblers das einzige Album dieser Gruppe.
Die verbliebenen Bandmitglieder ersetzten Noone 1971 durch Peter Cowup (* 29. Juni 1944), der aber noch im selben Jahr von Garth Elliott abgelöst wurde; dieser musste später seinerseits dem Sänger Frank Renshaw weichen. Zwischen 1971 und 1978 veröffentlichte die Band insgesamt sieben Singles, die sich jedoch nicht in den Charts platzieren konnten. Seither beschränkt sie sich auf Auftritte als Oldie-Band. 1973 und 1978 (im New Yorker Madison Square Garden) gab es jeweils für ein Konzert sogar eine Wiedervereinigung mit Peter Noone. 
Wenn auch nicht mehr in Originalbesetzung (Derek Leckenby starb am 4. Juni 1994 an Non-Hodgkin-Lymphom), so war die Band auch in den 2010er Jahren auf Tournee, unter anderem in Deutschland. Peter Noone absolviert seinerseits mit seiner eigenen Herman’s-Hermits-Band Auftritte in den USA und Großbritannien.

## Besetzung
- Peter Blair Denis Bernard ‚Herman‘ Noone, (* 5. November 1947), Gesang, Piano, Saxophon
- Karl Anthony Green (* 31. Juli 1947), Bass
- Derek Leckenby (* 14. Mai 1945; † 4. Juni 1994), Gitarre
- Barry Whitwam (* 21. Juli 1946), Schlagzeug
- Keith Hopwood (* 26. Oktober 1946), Gitarre

Zeitstrahl

## Diskografie

### Studioalben
| Jahr | Titel                                     | Höchstplatzierung, Gesamtwochen, AuszeichnungChartplatzierungen (Jahr, Titel, Platzierungen, Wochen, Auszeichnungen, Anmerkungen) | Höchstplatzierung, Gesamtwochen, AuszeichnungChartplatzierungen (Jahr, Titel, Platzierungen, Wochen, Auszeichnungen, Anmerkungen) | Anmerkungen                                                                                |
| Jahr | Titel                                     | UK | US | Anmerkungen                                                                                |
| ---- | ----------------------------------------- | --- | --- | ------------------------------------------------------------------------------------------ |
| 1965 | Introducing Herman’s Hermits              | — | US2 Gold · (40 Wo.)US | Erstveröffentlichung: Februar 1965 Produzent: Mickie Most                                  |
| 1965 | Herman’s Hermits on Tour                  | — | US2 Gold · (39 Wo.)US | Erstveröffentlichung: Mai 1965 Produzent: Mickie Most                                      |
| 1965 | Herman’s Hermits                          | UK16 (2 Wo.)UK | — | Erstveröffentlichung: Juni 1965 Produzent: Mickie Most                                     |
| 1965 | Hold On!                                  | — | US14 (26 Wo.)US | Erstveröffentlichung: März 1966 Soundtrack zum gleichnamigen Film Produzent: Mickie Most   |
| 1966 | Both Sides of Herman’s Hermits            | — | US48 (21 Wo.)US | Erstveröffentlichung: August 1966 Produzent: Mickie Most                                   |
| 1967 | There’s a Kind of Hush All Over the World | — | US13 Gold · (35 Wo.)US | Erstveröffentlichung: Februar 1967 Produzent: Mickie Most                                  |
| 1967 | Blaze                                     | — | US75 (9 Wo.)US | Erstveröffentlichung: Oktober 1967 Produzent: Mickie Most                                  |
| 1968 | Mrs. Brown, You’ve Got a Lovely Daughter  | — | US182 (3 Wo.)US | Erstveröffentlichung: August 1968 Soundtrack zum gleichnamigen Film Produzent: Mickie Most |

Weitere Alben
- 1965: When the Boys Meet the Girls (Soundtrack)
- 1966: Herman’s Hermits Again
- 1966: Lucky 13
- 1967: X 15
- 1982: Something Good, Again
- 2009: Our Danish Collection

### Kompilationen
| Jahr | Titel                                    | Höchstplatzierung, Gesamtwochen, AuszeichnungChartplatzierungen (Jahr, Titel, Platzierungen, Wochen, Auszeichnungen, Anmerkungen) | Höchstplatzierung, Gesamtwochen, AuszeichnungChartplatzierungen (Jahr, Titel, Platzierungen, Wochen, Auszeichnungen, Anmerkungen) | Anmerkungen                          |
| Jahr | Titel                                    | UK | US | Anmerkungen                          |
| ---- | ---------------------------------------- | --- | --- | ------------------------------------ |
| 1965 | The Best of Herman’s Hermits             | — | US5 Gold · (105 Wo.)US | Erstveröffentlichung: November 1965  |
| 1967 | The Best of Herman’s Hermits, Volume II  | — | US20 Gold · (32 Wo.)US | Erstveröffentlichung: Dezember 1966  |
| 1968 | The Best of Herman’s Hermits, Volume III | — | US102 (8 Wo.)US | Erstveröffentlichung: Januar 1968    |
| 1971 | The Most of Herman’s Hermits             | UK14 (5 Wo.)UK | — | Erstveröffentlichung: September 1971 |
| 1977 | Greatest Hits                            | UK37 (4 Wo.)UK | — | Erstveröffentlichung: September 1977 |
| 2008 | The Best Of                              | UK24 (4 Wo.)UK | — | Erstveröffentlichung: Juni 2008      |

Weitere Kompilationen
| - 1965: Herman’s Hermits’ Hits - 1968: The Best of Herman’s Hermits - 1973: 15 Greatest Hits - 1977: 20 Greatest Hits - 1980: Greatest Hits - 1984: The Very Best of Herman’s Hermits - 1987: Their Greatest Hits - 1988: Herman’s Hermits Greatest Hits - 1988: Golden Hits - 1988: No Milk Today - 1989: Herman’s Hermits - 1990: The Collection - 1990: The EP Collection - 1990: Greatest Hits - 1991: The Best of the EMI Years Volume 1: 1964–1966 - 1992: The Best of the EMI Years Volume 2: 1967–1971 | - 1993: Greatest Hits - 1994: Mrs. Brown, You’ve Got a Lovely Daughter (mit 13 Bonustracks) - 1995: Original Hits - 1997: The Very Best Of - 1997: I’m into Something Good - 2000: The Story (CD + CD-ROM) - 2001: The Best of Hermans Hermits – No Milk Today - 2001: Herman’s Hermits - 2002: There’s a Kind of Hush - 2004: Retrospective - 2004: A’s B’s & EP’s - 2005: The Very Best Of (2 CDs) - 2005: Into Something Good - 2008: The Best of Herman’s Hermits (feat. Peter Noone) - 2012: The Very Best of Herman’s Hermits - 2015: The Best of Herman’s Hermits: The 50th Anniversary Anthology (2 CDs) |

### EPs
- 1964: Hermania
- 1965: Mrs. Brown You’ve Got a Lovely Daughter
- 1965: Herman’s Hermits’ Hits
- 1966: A Must to Avoid
- 1966: Music from the Original Soundtrack “Hold On!”
- 1967: Dandy
- 1968: The London Look

### Singles
| Jahr | Titel Album                                                                           | Höchstplatzierung, Gesamtwochen, AuszeichnungChartplatzierungen (Jahr, Titel, Album, Platzierungen, Wochen, Auszeichnungen, Anmerkungen) | Höchstplatzierung, Gesamtwochen, AuszeichnungChartplatzierungen (Jahr, Titel, Album, Platzierungen, Wochen, Auszeichnungen, Anmerkungen) | Höchstplatzierung, Gesamtwochen, AuszeichnungChartplatzierungen (Jahr, Titel, Album, Platzierungen, Wochen, Auszeichnungen, Anmerkungen) | Höchstplatzierung, Gesamtwochen, AuszeichnungChartplatzierungen (Jahr, Titel, Album, Platzierungen, Wochen, Auszeichnungen, Anmerkungen) | Höchstplatzierung, Gesamtwochen, AuszeichnungChartplatzierungen (Jahr, Titel, Album, Platzierungen, Wochen, Auszeichnungen, Anmerkungen) | Anmerkungen |
| Jahr | Titel Album                                                                           | DE | AT | CH | UK | US | Anmerkungen |
| ---- | ------------------------------------------------------------------------------------- | --- | --- | --- | --- | --- | --- |
| 1964 | I’m into Something Good Introducing Herman’s Hermits                                  | — | — | — | UK1 (15 Wo.)UK | US13 (13 Wo.)US | Erstveröffentlichung: 7. August 1964 Autoren: Carole King, Gerry Goffin Original: Earl-Jean, 1964                                                        |
| 1964 | Show Me Girl Introducing Herman’s Hermits                                             | — | — | — | UK19 (9 Wo.)UK | — | Erstveröffentlichung: 13. November 1964 Autoren: Carole King, Gerry Goffin                                                                               |
| 1965 | Can’t You Hear My Heartbeat Herman’s Hermits on Tour                                  | — | — | — | — | US2 (15 Wo.)US | Erstveröffentlichung: Januar 1965 Autoren: John Carter, Ken Lewis                                                                                        |
| 1965 | Silhouettes Herman’s Hermits on Tour                                                  | DE28 (2 Wo.)DE | — | — | UK3 (12 Wo.)UK | US5 (13 Wo.)US | Erstveröffentlichung: 12. Februar 1965 Autoren: Bob Crewe, Frank Slay Jr. Original: The Rays, 1957                                                       |
| 1965 | Mrs. Brown You’ve Got a Lovely Daughter Introducing Herman’s Hermits                  | DE12 (6 Wo.)DE | — | — | — | US1 Gold · (11 Wo.)US | Erstveröffentlichung: 12. Februar 1965 Autor: Trevor Peacock Original: Tom Courtenay, 1963                                                               |
| 1965 | Wonderful World Herman’s Hermits                                                      | — | — | — | UK7 (9 Wo.)UK | US4 (10 Wo.)US | Erstveröffentlichung: 16. April 1965 Autoren: Herb Alpert, Lou Adler, Sam Cooke Original: Sam Cooke, 1960                                                |
| 1965 | I’m Henry the VIII, I Am Herman’s Hermits on Tour                                     | DE15 (4 Wo.)DE | — | — | — | US1 Gold · (10 Wo.)US | Erstveröffentlichung: Juni 1965 Autoren: Fred Murray, Robert Patrick Weston Original: Harry Champion, 1934                                               |
| 1965 | Just a Little Bit Better Herman’s Hermits                                             | — | — | — | UK15 (9 Wo.)UK | US7 (10 Wo.)US | Erstveröffentlichung: 27. August 1965 Autor und Original: Kenny Young, 1964                                                                              |
| 1965 | A Must to Avoid Herman’s Hermits Again                                                | — | — | — | UK6 (11 Wo.)UK | US8 (9 Wo.)US | Erstveröffentlichung: 17. Dezember 1965 Autoren: P. F. Sloan, Steve Barri                                                                                |
| 1966 | Listen People Herman’s Hermits Again                                                  | — | — | — | — | US3 (9 Wo.)US | Erstveröffentlichung: Februar 1966 Autor: Graham Gouldman                                                                                                |
| 1966 | You Won’t Be Leavin’ Herman’s Hermits Again                                           | — | — | — | UK20 (7 Wo.)UK | — | Erstveröffentlichung: 11. März 1966 Autor: Tony Hazzard                                                                                                  |
| 1966 | Leaning on the Lamp Post Hold On!                                                     | — | — | — | — | US9 (8 Wo.)US | Erstveröffentlichung: März 1966 Autoren: Herman’s Hermits                                                                                                |
| 1966 | This Door Swings Both Ways Both Sides of Herman’s Hermits                             | — | — | — | UK18 (7 Wo.)UK | US12 (8 Wo.)US | Erstveröffentlichung: 17. Juni 1966 Autoren: Don Thomas, Estelle Levitt                                                                                  |
| 1966 | Dandy There’s a Kind of Hush All Over the World                                       | — | — | — | — | US5 (11 Wo.)US | Erstveröffentlichung: September 1966 Autor: Ray Davies Original: The Kinks, 1966                                                                         |
| 1966 | No Milk Today There’s a Kind of Hush All Over the World                               | DE2 (20 Wo.)DE | AT1 (16 Wo.)AT | — | UK7 (11 Wo.)UK | US35 (10 Wo.)US | Erstveröffentlichung: 30. September 1966 Autor: Graham Gouldman                                                                                          |
| 1966 | East West There’s a Kind of Hush All Over the World                                   | — | — | — | UK33 (7 Wo.)UK | US27 (8 Wo.)US | Erstveröffentlichung: 25. November 1966 Autor: Graham Gouldman                                                                                           |
| 1967 | There’s a Kind of Hush (All Over the World) There’s a Kind of Hush All Over the World | DE26 (6 Wo.)DE | AT19 (4 Wo.)AT | — | UK7 (11 Wo.)UK | US4 Gold · (12 Wo.)US | Erstveröffentlichung: Januar 1967 Autoren: Leslie Reed, Geoff Stephens Original: The New Vaudeville Band, 1966                                           |
| 1967 | Don’t Go Out into the Rain (You’re Going to Melt) Blaze                               | — | — | — | — | US18 (7 Wo.)US | Erstveröffentlichung: Juni 1967 Autor: Kenny Young Original: The Seagulls, 1966                                                                          |
| 1967 | Museum Blaze                                                                          | DE40 (2 Wo.)DE | — | — | — | US39 (6 Wo.)US | Erstveröffentlichung: 7. Juli 1967 Autor und Original: Donovan, 1966                                                                                     |
| 1968 | I Can Take or Leave Your Loving The Best of Herman’s Hermits                          | DE40 (2 Wo.)DE | — | — | UK11 (9 Wo.)UK | US22 (11 Wo.)US | Erstveröffentlichung: 19. Dezember 1967 Autoren: Tony Macaulay, John MacLeod                                                                             |
| 1968 | Sleepy Joe The Best of Herman’s Hermits                                               | — | — | — | UK12 (10 Wo.)UK | US61 (6 Wo.)US | Erstveröffentlichung: März 1968 Autoren: John Carter, Russell Alquist                                                                                    |
| 1968 | Sunshine Girl The Best of Herman’s Hermits                                            | DE12 (12 Wo.)DE | AT19 (4 Wo.)AT | — | UK8 (14 Wo.)UK | — | Erstveröffentlichung: März 1968 Autoren: John Carter, Geoff Stephens                                                                                     |
| 1968 | Something’s Happening The Best of Herman’s Hermits                                    | DE6 (10 Wo.)DE | AT17 (4 Wo.)AT | CH6 (6 Wo.)CH | UK6 (15 Wo.)UK | — | Erstveröffentlichung: 29. November 1968 Autoren: Giancarlo Bigazzi, Riccardo del Turco Original: Riccardo del Turco, 1968                                |
| 1969 | My Sentimental Friend –                                                               | DE36 (2 Wo.)DE | — | — | UK2 (12 Wo.)UK | — | Erstveröffentlichung: 11. April 1969 Autoren: John Carter, Geoff Stephens                                                                                |
| 1969 | Here Comes the Star The Most of Herman’s Hermits                                      | — | — | — | UK33 (9 Wo.)UK | — | Erstveröffentlichung: 24. Oktober 1969 Autor: Johnny Young Original: Ross D. Wylie, 1969                                                                 |
| 1970 | Years May Come and Years May Go The Most of Herman’s Hermits                          | — | — | — | UK7 (12 Wo.)UK | — | Erstveröffentlichung: 23. Januar 1970 Autoren: Jean-Claude Massoulier, André Popp englischer Text: Jack Fishman Original: Anne Gacoin – Tzeinerlin, 1969 |
| 1970 | Bet Yer Life I Do –                                                                   | — | — | — | UK22 (10 Wo.)UK | — | Erstveröffentlichung: 11. Mai 1970 Autor: Errol Brown, Tony Wilson                                                                                       |
| 1970 | Lady Barbara –                                                                        | — | — | — | UK13 (12 Wo.)UK | — | Erstveröffentlichung: Oktober 1970 Autoren: Errol Brown, Gaetano Savio, Giancarlo Bigazzi, Tony Wilson mit Peter Noone                                   |

grau schraffiert: keine Chartdaten aus diesem Jahr verfügbar
Weitere Singles
- 1968: London Look
- 1968: The Most Beautiful Thing in My Life
- 1971: She’s a Lady (Say What You Want to Say) (als Hermits)
- 1972: The Man (als Hermits)
- 1973: You Gotta Love Me Baby (als John Gaughan mit Hermits)
- 1975: Ginny Go Softly (als Hermits)
- 1976: I’m in a Lonely Situation (Love Is All I Need)
- 1976: Train
- 1978: Heart Get Ready for Love

## Auszeichnungen für Musikverkäufe
Anmerkung: Auszeichnungen in Ländern aus den Charttabellen bzw. Chartboxen sind in ebendiesen zu finden.
| Land/RegionAuszeichnungen für Musikverkäufe (Land/Region, Auszeichnungen, Verkäufe, Quellen) | Gold     | Platin | Verkäufe  | Quellen  |
| -------------------------------------------------------------------------------------------- | -------- | ------ | --------- | -------- |
| Vereinigte Staaten (RIAA)                                                                    | 8× Gold8 | —      | 5.500.000 | riaa.com |
| Insgesamt                                                                                    | 8× Gold8 | —      |           |          |

## Filmografie (Auswahl)
Gemeinsame Filmauftritte der Band
- 1965: Boy meiner Träume (When the Boys Meet the Girls), USA, Regie: Alvin Ganzer, größerer Auftritt neben den Hauptdarstellern Connie Francis und Harve Presnell.
- 1966: Beat! Beat! Beat! (Hold On!), USA, Regie: Arthur Lubin, Herman’s Hermits als Hauptdarsteller mit Co-Star Shelley Fabares.
- 1968: Mrs. Brown, You've Got a Lovely Daughter, Vereinigtes Königreich, Regie: Saul Swimmer, Herman’s Hermits als Hauptdarsteller mit Co-Star Stanley Holloway.